# Arthur H. Hübner (Mediziner, 1878)

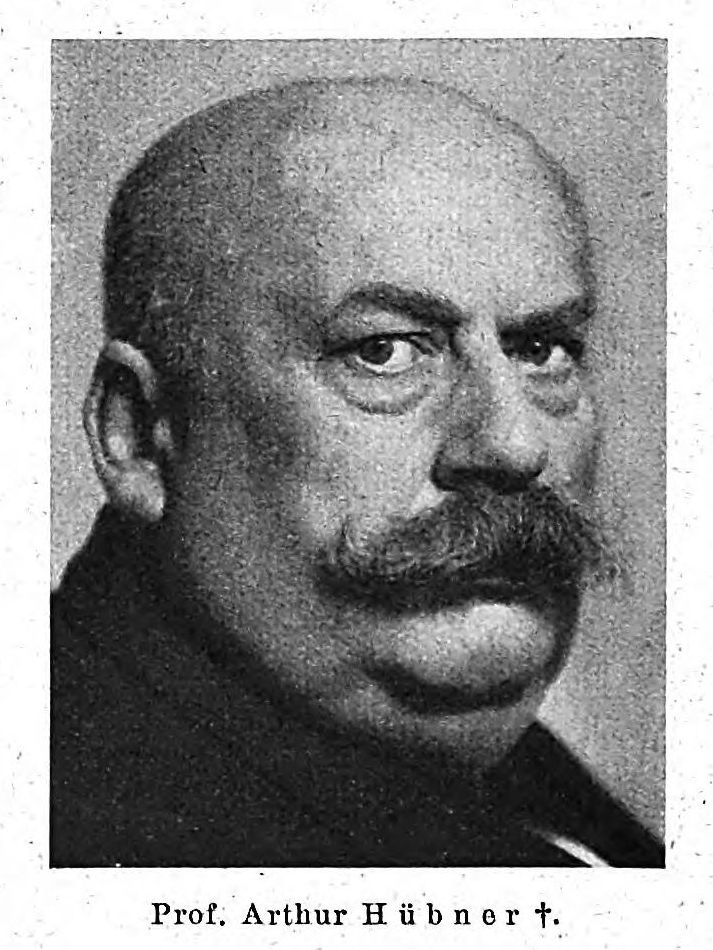
Arthur Hübner, Direktor der Universitäts-Nervenklinik Bonn (gest. 1934) Münch Med Wschrft 81.1934, S. 544

Arthur Hermann Hübner (* 8. Oktober 1878 in Gnesen; † 26. März 1934 in Bonn) war ein deutscher Psychiater, Rechtsmediziner und Hochschullehrer.

## Leben
Hübner wuchs in Graudenz auf und studierte Medizin an den Universitäten Berlin und Breslau. In Berlin wurde er Mitglied der Landsmannschaft Spandovia und in Breslau hat er sich der Landsmannschaft Macaria angeschlossen. 1917 habilitierte sich Hübner in Bonn, wo er 1912 außerplanmäßiger Professor, dann außerordentlicher und 1929 ordentlicher Professor für Psychiatrie, Kriminalpsychologie und Anthropologie wurde. Er war zugleich Direktor der – wie sie damals hieß – Universitäts-Nervenklinik der Universität Bonn sowie Leiter der Provinzial-Heil- und Pflegeanstalt Bonn (heute LVR-Klinik Bonn).
Nach dem Ersten Weltkrieg gründete Hübner aus privaten Mitteln ein Institut für physische und psychische Kriminalanthropologie, hierfür konnte er medizinische und juristische Experten heranziehen. Er versuchte unter anderem Jugendlichen soziale Prognosen zu stellen und für Vorbeugung gegen Verbrechen zu sorgen.
Arthur Hübner liegt mit seiner Ehefrau auf dem Bonner Nordfriedhof beigesetzt worden.

## Schriften (Auswahl)
- Lehrbuch der forensischen Psychiatrie. De Gruyter, Bonn 1914.
- Über Wahrsager, Weltverbesserer, Nerven- und Geisteskrankheiten im Kriege. De Gruyter, Bonn 1918.
- Das Eherecht der Geisteskranken und Nervösen. De Gruyter, Bonn 1921.